# Burger Purée
Burger Purée (Let Them Eat Goo en VO) est le quatrième épisode de la saison 23 de South Park et le 301e épisode de la série.
Le film met en scène Randy. En voyant ses ventes de cannabis baisser, ce dernier copie l'idée des grands fast food. C'est-à-dire qu'il fabrique des burgers avec du cannabis à l'intérieur, Cartman fait une crise cardiaque en mangeant le plat végétarien de la semaine alors que les élèves n'étaient pas censés manger vegan. Il est sûr que le plat lui a provoqué sa crise.

## Synopsis
Randy annonce à sa famille qu'à la suite de la fin de l'accord commercial entre le gouvernement chinois et son entreprise (vu dans l'épisode Piqûres !!!), ses ventes de drogue diminuent. Servietsky lui suggère de reprendre les parties des plantes de marijuana qu'ils jettent habituellement après la récolte et de les vendre comme paillis. Plus tard, dans un restaurant Burger King, il goûte à un Impossible Foods à base de plantes. Bien qu'il trouve que cela a un horrible goût, il réalise que les clients du Burger King paieront quand même pour acheter ces burgers végétariens. Même s'ils ont un goût discutable, il décide de créer ses propres "Burgers Tégrité" faits à partir des parties de récolte jetées.
À l'école de South Park, Cartman s'énerve quand il voit que les aliments plus familiers pour le déjeuner (comme un steak haché) ont été remplacés par du poisson en réponse aux plaintes de Wendy et Nichole. Elles se justifient devant Cartman en expliquant que certains élèves ne mangeant pas de viande rouge souhaitent des plats plus sains. Irrité par le changement de programme au menu de la cantine, il s'énerve mais il est atteint d'une crise cardiaque. Après cet accident, M. Mackey assure que le menu va revenir à la normale. Cartman se réjouit mais le menu change une seconde fois à la suite d'autres plaintes, ce qui lui provoque une seconde crise cardiaque.
Lors d'une assemblée scolaire le Principal PC annonce qu'à titre de compromis, l'entreprise Viande Incroyable fournira les repas à l'école. Le fondateur de cette entreprise, dit que sa purée verte peut ressembler à n'importe quel aliment demandé et qu'il veut être le fournisseur d'aliments à base de plantes dans la ville. Lorsque Cartman revient de l'hôpital, il apprend que le Jour des Tacos à l'école n'a pas changé et qu'ils sont fournis par Viande Incroyable. Ne sachant pas que c'est à base de plantes, il mange les tacos sans rien sentir d'anormal. Butters lui révèle que le chef de l'entreprise fournisseuse fait en fait de la purée.
L'entreprise Tégrité commence à vendre ses burgers sur un stand à côté du Burger King, puis sur un restaurant en face qui met en colère un employé de Burger King : Rick. Randy se lance dans une campagne pour favoriser les régimes végétaliens lors d'une réunion municipale, argumentant que c'est mieux pour les animaux et l'environnement. À la suite de ses déclarations et de ses ventes plutôt bonnes, le bœuf perd de sa popularité dans les restaurants (y compris le restaurant scolaire). Cela incite un éleveur de bétail en colère à donner ses vaches à Randy, disant que maintenant elle ne servent plus à rien. Ces vaches ne font que manger et se vider partout, ce qui devient très gênant et problématique pour Randy et Servietsky. Pour mettre fin au problème, ils décident de tuer toutes les vaches. Sauf que pour ne pas trop tergiverser, ils devront ingérer un maximum de drogues.
Cartman ne comprend pas tout de suite ce qu'il se passe, il découvre cependant que le fabricant de purée conspire avec Rick et l'éleveur. Il explique le processus avec la purée qui devient une sorte de nourriture synthétique et que tout fonctionnera comme prévu s'il possède tous les restaurants de la ville. Ce dernier retourne à l'école pour dire 2 mots à son école.
La conspiration du fabricant a filmé Randy abattre les vaches et diffusent tout dans les médias. Eric s'excuse devant sa classe à la grande surprise de son école, il est content que la nourriture soit un produit transformé car tout ce qu'il mange est un produit transformé. Tout le monde est sidéré et le petit gros va manger.